# Niccolò Antonio Zingarelli
Niccolò Antonio Zingarelli (4. dubna 1752 Neapol – 5. května 1837 Torre del Greco) byl italský hudební, převážně operní, skladatel.

## Život
Zingarelli studoval v Neapoli na konzervatoři Santa Maria di Loreto. Jeho učitelem byl mimo jiné Fedele Fenaroli. Svou první operu „I quattro pazzi“ zkomponoval již v 16 letech a byla uvedena v roce 1768 jako školní představení. První veřejně provedenou operou byl „Montezuma“, kterého uvedlo v roce 1781 divadlo San Carlo v Neapoli.
Po studiích odešel do Paříže, kde uvedl operu „Antigona“ (1790). V revoluční době uprchl zpět do Itálie a stal se kapelníkem milánského dómu. Zde setrval až do roku 1794. V tomto roce obdržel místo kapelníka (maestro di cappella) v chrámu Santa Casa v Loretu. V roce 1804 pak vystřídal Pietra Guglielmiho ve funkci sbormistra Sixtinské kaple ve Vatikánu.
V této funkci, jako nadšený vlastenec, odmítl řídit Te Deum na počest narození Napoleonova syna Napoleona II. Za tento čin byl zatčen a deportován do Paříže. Napoleon sám však byl milovníkem Zingarelliho hudby, okamžitě ho omilostnil a ještě mu udělil státní důchod.
V roce 1813 se stal ředitelem konzervatoře v Neapoli a o tři roky později se stal sbormistrem neapolské katedrály po Giovanni Paisiellim. V těchto funkcích již zůstal až do své smrti v roce 1837. Mezi jeho žáky z tohoto období nalezneme slavná jména jako Vincenzo Bellini, Michael Costa nebo Saverio Mercadante.

## Dílo
Zkomponoval na 40 oper. Jeho nejslavnějšími operami se staly „Giulietta e Romeo“ (1796) a jeho předposlední dílo „Berenice“ (1811).
Jednak s ohledem na zaměstnání, která zastával, ale také proto, že byl hluboce věřící člověk, je velmi rozsáhlé i Zingarelliho chrámové dílo (mše, oratoria, kantáty, moteta). Jen pro chrám v Loretu zkomponoval 541 děl a z toho 28 mší. Ještě pouhý měsíc před svou smrtí ve věku 85 let, zkomponoval rozsáhlé oratorium „Útěk do Egypta“ a rekviem pro sebe sama.

## Opery
- I quattro pazzi (1768 Neapol)
- Montezuma (1781 Neapol)
- Alsinda (1785 Milán)
- Ricimero (1785 Benátky)
- Armida (1786 Řím)
- Antigono (1786 Mantova)
- Ifigenia in Aulide (1787 Milán)
- Artaserse (1789 Terst)
- Antigone (1790 Paříž)
- Pharamond (1790 ?)
- La morte de Cesare (1790 Milán)
- Pirro, rè d'Epiro (1791 Milán)
- Annibale in Torino (1792 Turín)
- Atalanta (1792 Turín)
- L'oracolo sannita (1792 Turín)
- Il mercato di Monfregoso (1792 Milán)
- La Rossana (1793 Janov)
- La secchia rapita (1793 Milán)
- Artaserse (1793 Milán)
- Apelle (1793 Benátky)
- Gerusalemme distrutta (1794 Florencie)
- Alzira (1794 Florencie)
- Quinto Fabio (1794 Livorno)
- Il conte di Soldagna (1794 Benátky)
- Apelle e Campaspe (1795 Bologna)
- Gli Orazi e Curiazi (1795 Neapol)
- Giulietta e Romeo (1796 Milán)
- Andromeda (1796 Benátky)
- La morte di Mitridate (1797 Benátky)
- Ines de Castro (1798 Milán)
- Carolina e Mexico (1798 Benátky)
- Meleagro (1798 Milán)
- I veri amici repubblicani (1798 Turín)
- Il ratto delle Sabine (1799 Benátky)
- Clitennestra (1800 Milán)
- Edipo a Colono (1802 Benátky)
- La notte dell'amicizia (1802 Benátky)
- Il bevitore fortunato (1803 Milán)
- Il ritorno di Serse (1808 Modena)
- Baldovino (1811 Řím)
- Berenice, regina d'Armenia (1811 Řím)
- Malvina (1829 Neapol)